# 親愛精誠

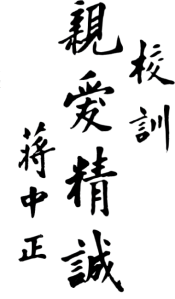
蔣中正親題政大「親愛精誠」校訓書法題字

親愛精誠是中華民國軍事院校及國立政治大學（前中央黨務學校，由中國國民黨創立）共同校訓。源於蔣中正草創黃埔軍校時手擬之校訓，經孫中山核定後使用。
在中華人民共和國，廣州市第六中學亦以此作为校训。

## 历史

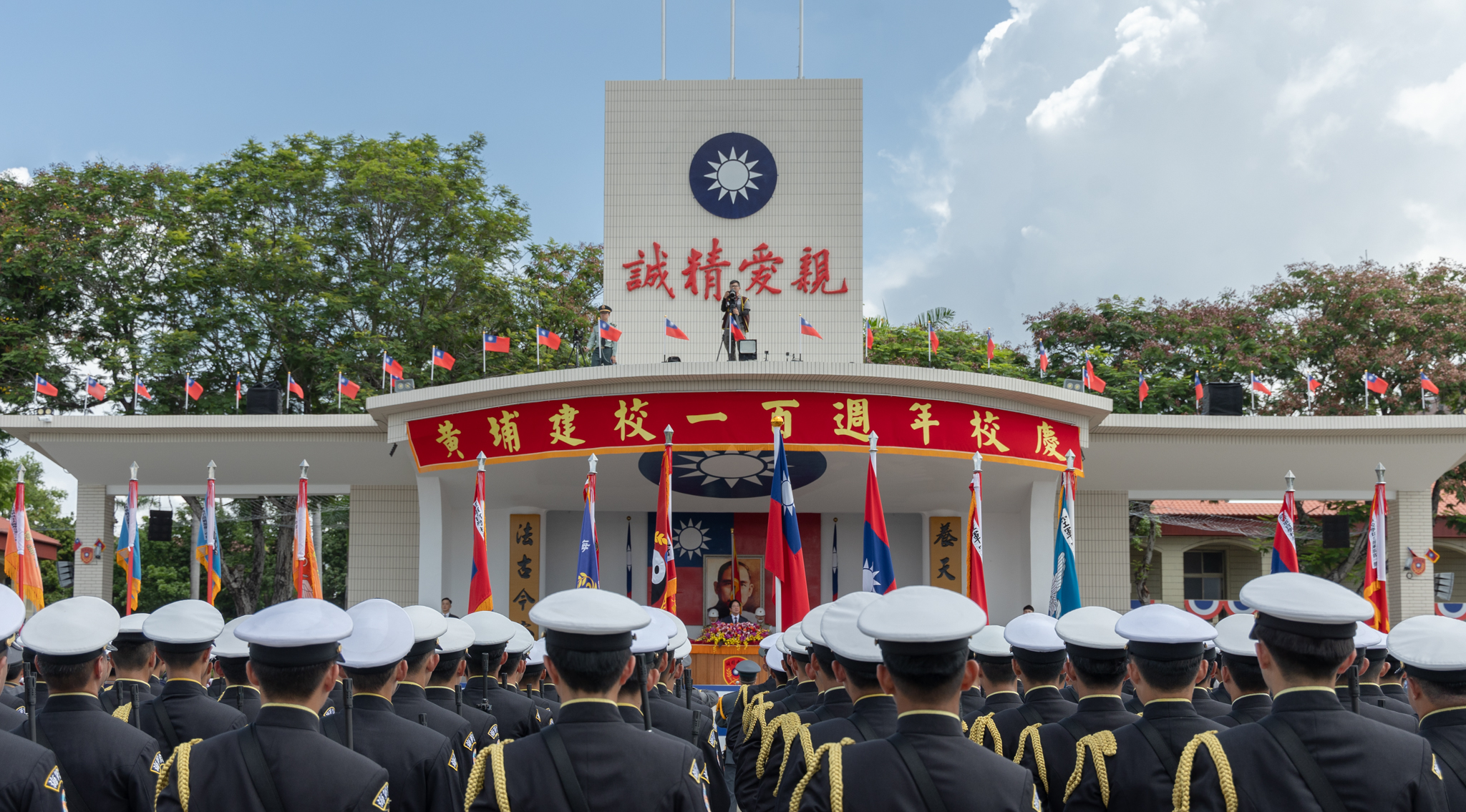
陸軍官校司令台「親愛精誠」字坊

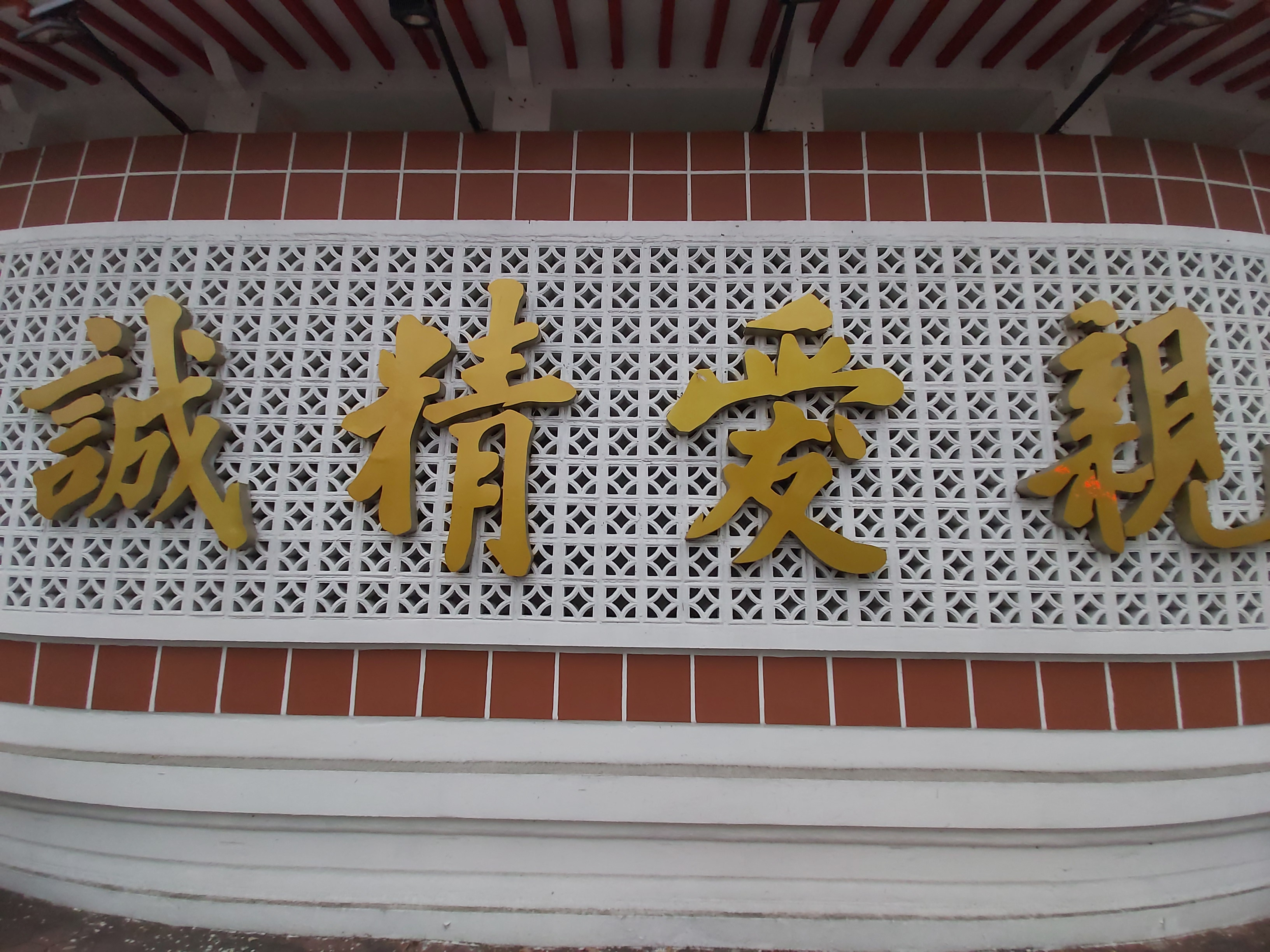
陸軍官校校門之「親愛精誠」字坊

黄埔军校于1924年6月16日第一期學生開學典禮時，首任校長蔣中正撰擬後，經孫中山审定親愛精誠作为校训。後作為中華民國軍事院校的共同校訓。
1925年元旦黄埔军校校长蒋中正訓話：「親愛」是要所有的革命同志能「相親相愛」，「精」是「精益求精」，「誠」是「誠心誠意」。親愛精誠書法題字中，精字少一點，愛字多一點，隱喻少一點精明，多一點愛。
1924年第一版黄埔军校校歌《陆军军官学校校歌》“莘莘学生，亲爱精诚”；1926年版《中央军事政治学校校歌》“亲爱精诚，继续永守”。
1927年8月12日，時任中央黨務學校（今國立政治大學，當時仍隸屬中國國民黨）副主任羅家倫晉謁蔣中正校長商討後決定校訓為「親愛精誠」。